# The Thrill Chaser (film 1923)
The Thrill Chaser è un film muto del 1923 diretto da Edward Sedgwick.

## Trama
Omar K. Jenkins, una comparsa western, colpisce con le sue doti da boxeur un principe arabo in visita agli studi cinematografici che lo ingaggia, proponendogli di andare in Arabia. Lì, però, Omar si innamora della principessa Olala, viene coinvolto in una guerra tra fazioni rivali e rischia grosso quando viene catturato.

## Produzione
Il film, prodotto dalla Hoot Gibson Productions per la Universal, venne girato negli Universal Studios, al 100 di Universal City Plaza.

## Distribuzione
Il copyright del film, richiesto dalla Universal Pictures, fu registrato il 29 ottobre 1923 con il numero LP19549
Distribuito dalla Universal Pictures, il film uscì nelle sale cinematografiche statunitensi il 26 novembre 1923. In Brasile, prese il titolo Caçador de Emoções, in Spagna quello di A caza de emociones e in Francia fu ribattezzato Une cruche, une miche... et toi!.